# Neumichtis uniformis
Neumichtis uniformis là một loài bướm đêm trong họ Noctuidae.